# Дајмлер оклопна кола
Оклопна кола Дајмлер (енг. Daimler Armoured Car) су британска оклопна кола из Другог светског рата.

## Историја
Током 20-их година Британци су били главни корисници оклопних кола. Већина возила у армији и РАФ била су релативно лака, заснована на шасији Ролс-Ројс 4x2. Возила за извоз била су тежа, користећи шасију 6x4 камиона Ланкестер или Кросли. Почетком 30-тих, војска је изгубила интересовање за оклопна кола, у корист лаких тенкова као извиђачког возила. Развој оклопних кола престао је након 1934. Потреба за оклопним колима са погоном на 4 точка постала је очигледна крајем 30-их година, али су прва тестирања таквих возила почела тек 1938. Тако су 1939-1941. настала оклопна кола Гај и Хамбер Mk I.

## Карактеристике
За разлику од ранијих британских оклопних кола, Дајмлер није имао рам: уместо тога, мотор је причвршћен директно на доњи део трупа. Сва 4 точка висила су независно, без осовина, покретана са 4 полуосовине из мотора. Купола је била слична куполи лаког тенка Тетрарх, наоружана топом од 2 фунте и спрегнутим митраљезом Беса 7,92 mm. Као код већине оклопних кола, купола је могла да прими само 2 члана посаде, што није био велики недостатак за возило које није било намењено борби у првим редовима. Задњи волан био је намењен брзом кретању уназад. Мк II се разликовао само у ситним побољшањима, углавном изнутра. 

### У борби
Када су се посаде навикле, Дајмлер је постао најпопуларнији од свих британских оклопних кола: отпоран, поуздан и брз.